# Norbert Brainin

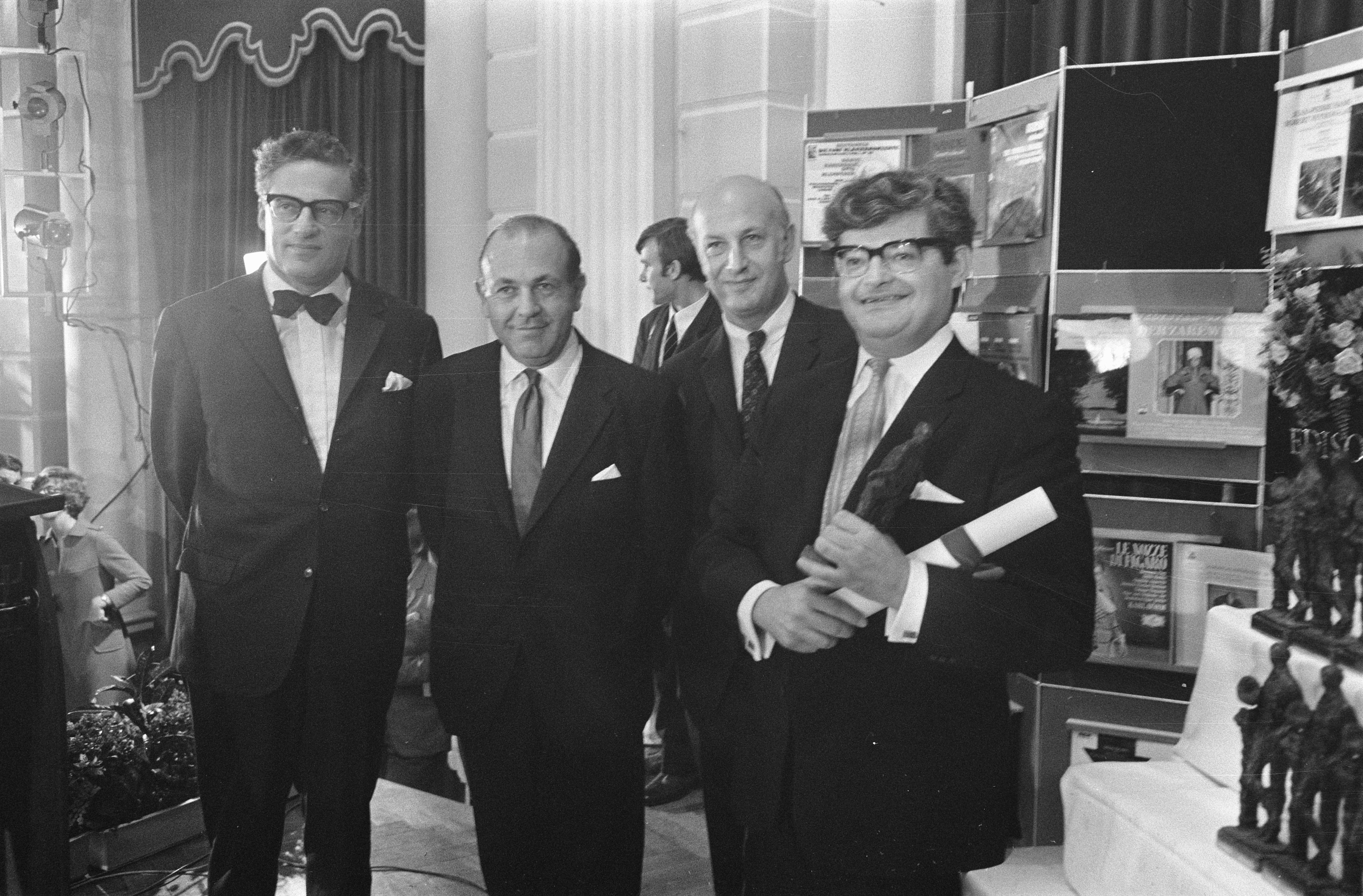
Het Amadeus Quartet in Nederland (1969). Brainin staat uiterst rechts.

Norbert Brainin (Wenen, 12 maart 1923 - Londen, 11 april 2005) was een Oostenrijks-Brits violist, die lid was van het Amadeus Quartet dat van 1947 tot 1987 bestond.
In 1938, na de Anschluss van Oostenrijk door Nazi-Duitsland, vluchtte hij naar Londen om aan de Jodenvervolging te ontkomen. In het interneringskamp waarin hij aanvankelijk werd opgenomen, leerde hij de violist Siegmund Nissel en de altviolist Peter Schidlof kennen. In 1947 richtten ze met de cellist Martin Lovett een strijkkwartet op, waarvan Brainin de primarius werd en dat zijn naam droeg. De naam Brainin Quartet werd na een jaar veranderd in Amadeus Quartet. Het werd een van de bekendste en succesvolste strijkkwartetten van na de oorlog. 

## Publicaties
- Daniel Snowman: The Amadeus Quartet. The Men and the Music. London, Robson Books, 1981. ISBN 0-86051-106-5
- Muriel Nissel: Married to the Amadeus. Life with a String Quartet. London, Giles de la Mare Publishers Limited, 1998. ISBN 1-900357-12-7

- Bibsys: 1010024
- Biblioteca Nacional de España: XX854528
- Bibliothèque nationale de France: cb13929655n (data)
- Gemeinsame Normdatei: 104035331
- International Standard Name Identifier: 0000 0000 5949 5635
- Library of Congress Control Number: n87135633
- Nationale Bibliotheek van Letland: 000324053
- MusicBrainz: 18666cca-2c37-4371-ae98-700d8a01d0ab
- Nationale Bibliotheek van Israël: 987007433834305171
- Nationale Bibliotheek van Polen: a0000002512949
- Système universitaire de documentation: 085917001
- Virtual International Authority File: 49410837
- WorldCat: E39PBJxmJwcb4Y6RQjvRKMk7HC